# مالكوم جونز هوارد
مالكوم جونز هوارد (بالإنجليزية: Malcolm Jones Howard)‏ هو محامي وقاضي أمريكي، ولد في 1939 في كينستون في الولايات المتحدة.